# Шимич, Юлия
Юлия Шимич (нем. Julia Simic; род. 14 мая 1989 года) — бывшая немецкая футболистка, тренер и спортивный комментатор.

## Биография
Шимич родилась 14 мая 1989 года в Фюрте и имеет немецкое и хорватское происхождение.
14 августа 2005 года она дебютировала в Бундеслиге за мюнхенскую «Баварию».
Сыграв свыше сотни матчей в составе мюнхенского клуба, она перешла в ЖФК «Турбине», а после подписала двухлетний контракт с чемпионом женской Бундеслиги «Вольфсбургом» 1 января 2015 года.
В 2018 году Юлия уехала из Германии в английский клуб «Вест Хэм Юнайтед». В августе 2020 года она присоединилась к «Милану».
Она играла за несколько молодёжных сборных Германии разных возрастов, а также провела две игры за взрослую национальную сборную. Шимич была включена в состав сборной на первый матч отборочного этапа Евро-2013 против Швейцарии после того, как Дженифер Марожан получила травму, но на своей первой тренировке она сама получила травму передней крестообразной связки, пропустив большую часть сезона 2011-12.
31 мая 2021 года Шимич объявила о завершении карьеры игрока.
Юлия Шимич является помощником главного тренера команды U20 во франкфуртском «Айнтрахте» с 1 июля 2023 года.

## Достижения
«Бавария»
- Кубок Германии: 2011/12
- Кубок Бундеслиги: 2011

«Турбине»
- Чемпион Германии по мини-футболу среди женщин в закрытых помещениях: 2014

«Вольфсбург»
- Чемпион Германии: 2011/12
- Кубок Германии: 2014/15, 2015/16, 2016/17

«Вест Хэм Юнайтед»
- Кубок Англии (финалист): 2018/19

Германия U19
- Чемпион Европы: 2007

## Личная жизнь
По случаю проходящего в Германии чемпионата мира по футболу 2011 года немецкая версия журнала Playboy в июльском номере устроила эротическую фотосессию при участии Шимич вместе с её коллегами Анникой Допплер, Иваной Руделич, Кристиной Гессат и Селиной Вагнер.